# 끌어라!! 퍼즐 보블
〈끌어라!! 퍼즐 보블〉(일본어: ひっぱって!!パズルボブル 힛팟테 파즈루보부루[*])은 타이토에서 2006년 2월(북미 2005년 12월)에 출시한 퍼즐 게임으로, 퍼즐 보블 시리즈 중 2005년 8월에 닌텐도 DS용으로 출시된 〈퍼즐 보블 DS〉의 속편이다. 북미 지역에서는 전편이 아닌 본편이 〈Bust-a-Move DS〉라는 제목으로 출시되었다.